# Bukefalia

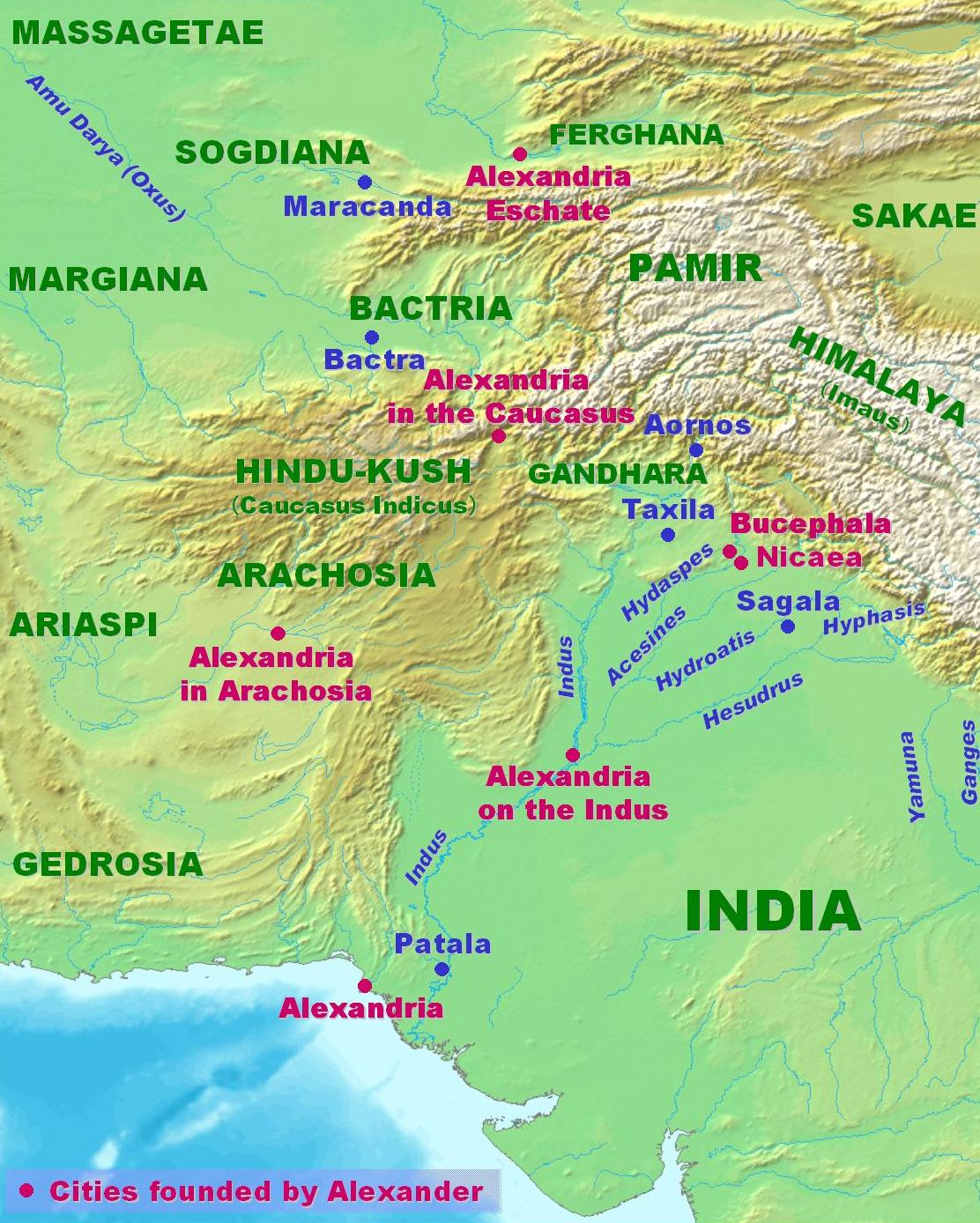
Bukefalia vid Hydaspesfloden, norr om den närliggande Nikaia.

Bukefalia eller Alexandria Bukefalos (grekiska: Βουκεφαλία eller Αλεξάνδρεια Βουκέφαλος) var en stad som grundades av Alexander den store till minne av hans häst Bukefalos. Den grundades 326 f.Kr och var belägen nära Hydaspesfloden – dagens Jhelum.

## Beskrivning
Staden, som grundades 326 f.Kr., låg vid Hydaspesfloden (dagens Jhelum) öster om Indus. Bukefalos dog efter slaget vid Hydaspes det året, och garnisonen beboddes av greker och perser samt infödda (pauravas). De stora hamndockorna tyder på att syftet med staden var som ett så kallat emporia, ett slags handelscentrum.
Stadens exakta läge är okänt, men Nikaia (Nicaea) grundades också vid platsen för slaget omkring samma tid.
Oavsett stadens läge var den ett betydande centrum för en tid och nämndes i flera källor, såsom Metzepitomet, och finns med på den senromerska Tabula Peutingeriana. Ett antal andra städer döptes med prefixet Alexandria under perioden, och Alexander den store grundade närmre 20 städer och döpte om närmre 70 enligt Plinius den äldre.

## Teorier om stadens läge
Stadens exakta läge är okänt, men det finns flera teorier:
- G.W.B. Huntingford menar att stadens troliga läge var vid vad som idag är en stor tell väster om Jhelum, 242 km sydost om Peshawar i Pakistan.[2] Lendering menar att läget mer allmänt var vid staden Jhelum. Denna tes noteras också i Encyclopaedia of India, Pakistan and Bangladesh (2007).[4]
- Den ungerska arkeologen och experten på Sidenvägen Aurel Stein menar att Alexanders armé snarare än via Grand Trunk Road från Taxila till Jhelum gick längre söderut och korsade Hydaspes nära vad som idag är Bhera. Slaget vid Hydaspes skulle då ha stått nära den moderna staden Mong i Punjab. Områdets topografi samt floden och naturens karaktär med bland annat stora saltklippor i området liknar i mångt och mycket beskrivningarna från de antika källorna. Tesen stöds också av det faktum att Mongs och närliggande Phalias invånare hävdar att deras städer utgör Nikaia och Bukefalia.
- Historikern och BBC-presentatören Michael Wood stöder Steins tes att Nikaia låg vid dagens Mong men menar att staden Gujrat snarare än Phalia torde vara platsen för Bukefalias läge. Phalia ligger avsides, 17 kilometer bort, samt öster om floden, medan de antika källorna tyder på att stadens egentliga läge var på den västra sidan av floden motsatt Nikaia. De arkeologiska fynden från Gujrat innehåller dessutom grekiska mynt samt ruinerna av ett antikt hindutempel med en gravsten formad som en häst. I Gujrat finns det även en legend om en "magisk häst".
- En mindre trolig men ändå föreslagen plats är nära dagens Jalalpur Sharif söder om de redan beskrivna platserna. Där finns det omfattande men än så länge outforskade ruiner. William Woodthorpe Tarn förespråkar den här tesen, men Eggermont håller inte med eftersom Jhelumfloden flöt långt ifrån platsen under antiken. Lokalhistoikern Mansoor Behzad från Gujrat stöder dock tesen.
- P. M. Fraser stöder tesen att staden låg vid Jhelum men menar att bara "arkeologiska utgrävningar kan avsluta den hundra år gamla debatten."

## Namn
Staden har varit känd under ett antal olika namn, inklusive Alexandria Bukefala (grekiska: Αλεξάνδρεια Βουκεφάλα), Alexandria Bukefalos (grekiska: Αλεξάνδρεια Βουκεφάλος), Bukefala (grekiska: Βουκεφάλα) och Bukefalia (grekiska: Βουκεφάλια). I den engelskspråkiga världen är flera latinska namnformer väl spridda, bland annat Alexandria Bucephalous och Bucephala. I svenska uppslagsverk förekommer såväl Bukefala som Bucephala.